# Glesungrejo
Glesungrejo är en administrativ by i Indonesien.   Den ligger i provinsen Jawa Tengah, i den västra delen av landet, 500 km öster om huvudstaden Jakarta. Glesungrejo ligger vid sjön Waduk Serbaguna Gajahmungkur.